# Vocabularul comun privind achizițiile publice
Vocabularul comun privind achizițiile publice (engleză Common Procurement Vocabulary – CPV), cunoscut și ca Vocabularul Comun pentru Achiziții Publice, este un sistem standardizat de coduri în Europa pentru a descrie obiectul contractelor de achiziții publice. Utilizarea codului CPV este impusă de Uniunea Europeană pentru aplicarea în domeniul achizițiilor publice peste pragurile UE. Acesta ajută la standardizarea terminologiei folosite de autoritățile contractuale în descrierea contractelor și identificarea oportunităților de afaceri. Unele țări folosesc codul CPV chiar și sub pragurile UE.
Vocabularul principal este structurat pe mai multe niveluri, de la diviziuni (primele două cifre) până la categorii (primele cinci cifre), având în total 8 cifre plus o cifră de verificare. Vocabularul suplimentar este folosit pentru a adăuga informații suplimentare despre natura sau destinația obiectului contractului.

## Sistemul de clasificare CPV
Partea principală este bazată pe o structură ierarhică tip arbore cu coduri de maximum nouă cifre, cărora le este atribuită o denumire ce descrie livrările, lucrările de construcții sau serviciile ce fac obiectul contractului.
Codul numeric are opt cifre și este împărțit în:
- Secțiuni, reprezentate de primele două cifre ale codului;
- Grupuri, reprezentate de primele trei cifre ale codului;
- Clase, reprezentate de primele patru cifre ale codului;
- Categorii, reprezentate de primele cinci cifre ale codului.

Ultimele trei cifre ale codului oferă o precizare suplimentară în cadrul categoriilor. A noua cifră este o cifră de control (numită și „cifră de verificare”).
Cifra de control se calculează astfel:
1. Se iau primele 8 cifre ale codului CPV.
2. Fiecare cifră este înmulțită cu o putere a lui 2, începând cu 2^8 pentru prima cifră și scăzând exponențial la fiecare cifră spre dreapta, până la 2^1 la ultima cifră.
3. Se însumează toate aceste produse.
4. Se calculează restul împărțirii sumei la 11.
5. Dacă restul este 0 sau 1, cifra de control va fi 0.
6. Dacă restul este alt număr, cifra de control se obține scăzând restul din 11.

Partea suplimentară poate fi folosită pentru a completa descrierea obiectului contractului. Aceasta constă dintr-un cod alfanumeric, căruia îi corespunde o denumire ce poate detalia proprietățile sau scopul bunului ce urmează a fi achiziționat.
Codul alfanumeric are:
- Un prim nivel, reprezentat de o literă care corespunde unei secțiuni;
- Un al doilea nivel, format din patru cifre, dintre care primele trei sunt o subdiviziune, iar ultima este o cifră de control.

## Praguri
Pragurile valorii contractului începând de la care trebuie publicată o invitație la licitație în toată UE sunt stabilite în directivele UE. Comisia Europeană revizuiește aceste praguri din doi în doi ani conform obligațiilor internaționale ale Uniunii Europene. Valoarea estimată fără taxa pe valoare adăugată trebuie să fie egală sau mai mare decât următoarele praguri:
| Tip de contract | Prag          |
| --- | ------------- |
| Contracte publice de lucrări | 5.538.000 EUR |
| Contracte publice de furnizare și servicii atribuite de autoritățile centrale și concursuri de proiectare organizate de acestea                   | 143.000 EUR   |
| Contracte publice de furnizare și servicii atribuite de autoritățile contractante sub-naționale și concursuri de proiectare organizate de acestea | 221.000 EUR   |
| Contracte de servicii publice pentru servicii sociale și alte servicii specifice                                                                  | 750.000 EUR   |

1. 1 2  În cazul contractelor de furnizare publică atribuite de autoritățile contractante ce activează în domeniul apărării, acest prag se aplică doar contractelor privind anumite produse

Pragul pentru servicii sociale include, dar nu se limitează la:
- Servicii de sănătate, sociale și conexe, precum furnizarea de personal medical, asistență la domiciliu sau servicii de îngrijire specializată.
- Servicii administrative, educaționale, culturale și sociale, inclusiv organizarea de evenimente, activități educaționale și culturale.
- Servicii obligatorii de securitate socială și servicii de beneficii sociale.
- Servicii de investigație, securitate și protecție, cum ar fi serviciile de pază, monitorizare și investigații.
- Servicii poștale și de telecomunicații.

## Exemplu de cod CPV
| Cod CPV    | Denumire                                                    |
| ---------- | ----------------------------------------------------------- |
| 01000000-7 | Produse agricole, horticole, de vânătoare și produse conexe |
| 01100000-8 | Culturi de câmp și produse de grădinărit comercial          |
| 01110000-1 | Cereale și alte culturi de câmp                             |
| 01111000-8 | Cereale                                                     |
| 01111100-9 | Grâu                                                        |
| 01111110-2 | Grâu dur                                                    |
| 01111120-5 | Grâu moale                                                  |
| 01111200-0 | Porumb                                                      |
| 01111300-1 | Orez                                                        |